# Реакція конденсації
Реа́кція конденса́ції (англ. condensation reaction) — хімічна реакція, в якій два або більше реактантів (або ж віддалених реактивних центрів у одній молекулярній частинці, у випадку циклізації) з'єднуються в один, з одночасним виділенням менших молекул, найчастіше — H2O, NH3, HCl.
PhOH + CH3COOH → CH3COOPh + H2O
Цей термін вживається й у випадках, коли низькомолекулярна молекула не відщеплюється в підсумку, однак етапи реакції включають її відщеплення та приєднання (наприклад, як каталізатора в бензоїновій конденсації), і за IUPAC їх треба розмежовувати від реакцій приєднання або прилучення. Часто вживають скорочений термін — конденсація.

## Приклади
- Ацилоїнестерна конденсація